# Оганесян, Русет Оганесович
Русет Оганесович Оганесян (иногда Оганнисян; арм. Ռուսեթ Հովհաննիսյան; 14 августа 1907, Артамет — 24 февраля 1971, Ереван) — советский и армянский учёный, заслуженный деятель науки, доктор филологических наук, профессор, проректор по научной работе и заведующий кафедрой русской литературы Ереванского Государственного Университета (ЕрГУ).

## Биография
Родился 14 августа 1908 года в селе Артамет Ванской области (ныне территория Турции), в купеческой семье. Отец Русета Оганесовича вёл торговые отношения с российскими купцами и своему новорожденному сыну решил дать имя от названия Россия — Русет.
В период геноцида 1915 года семья переселилась в Восточную Армению, но вскоре от холеры умирают его родители, и мальчик оказывается в детском приюте.
В 1926 году он окончил Ереванскую школу № 3 имени Мясникяна. В 1930 году заканчивает историко-филологический факультет ЕрГУ, где учился у известных армянских учёных: Арсена Тертеряна, Манука Абегяна, Рачья Ачаряна. После окончания университета продолжает обучение в аспирантуре Ленинградского Института философии и языкознания.
Всю свою жизнь Русет Оганесович посвятил изучению и популяризации русской литературы, стоял у истоков создания кафедры русской литературы в Ереванском государственном университете и почти три десятилетия возглавлял её.
Им были написаны монографические исследования, посвящённые классикам русской литературы: Белинскому, Лермонтову, Пушкину, Толстому, Чехову, армяно-русским литературным связям.
Известная советская писательница Мариэтта Шагинян в своей книге «Путешествие по Советской Армении» пишет: «Улица Абовян…большое темно-серое здание Университета. Много лет здесь шла разнообразная исследовательская, научная, издательская работа. Были изданы многие ценные труды историков Я. А. Манандяна и А. Р. Иоаннисяна, оригинальные исследования лингвиста-филолога Г. А. Капанцяна, филологов-литературоведов А. А. Тертерьяна и Русета Оганесяна».
Плодотворной была общественная и административная деятельность Оганесяна Р. О.: с 1948 года по 1950 год руководил сектором науки и учебных заведений ЦК КП Армении, а затем был проректором по научной работе в ЕрГУ.
В доме на улице Алиханяна, дом 15 в городе Ереван бывали много известных людей, среди которых: академики М. Мкрян, С. Базян, А. Шагинян, архитектор А. Таманян, народный артист СССР Гр. Нерсесян и многие другие.
Сын Левон Русетович продолжил дело своего отца, после окончания университета стажировался и защитил диссертацию в Ленинградском государственном университете (ныне СПбГУ), а затем преподавал в Королевском университете Камбоджи и в родном ЕрГУ на кафедре русского языка для иностранных студентов.
Русет Оганесович Оганесян был награждён орденом «Знак Почёта», ему было присвоено звание «Заслуженный деятель науки».
Скончался в 1971 году. Похоронен на кладбище Тохмах в Ереване.

## Публикации
- Исследования по русской литературе.
- Белинский — критик Гоголя.
- Жизнь и творчество Лермонтова.
- Жизнь и деятельность Белинского.
- Русская литература в оценках армянской общественной мысли.
- А. И. Гончаров.
- Лев Толстой и армянская литература.
- Черты русской литературы.
- История русской литературы 19-го века.
- Из истории оценки русской литературы армянской общественной мыслью. — Ереван: Айпетрат, 1952.